# Exile (nhóm nhạc Nhật Bản)
Exile là một nhóm nhạc nam Nhật Bản bao gồm 19 thành viên. Trưởng nhóm là Hiro, người đã ra mắt với tư cách là thành viên nhóm nhạc Zoo thuộc For Life Music, nhưng Exile phát hành album và đĩa đơn dưới nhãn hiệu Rhythm Zone thuộc Avex Group. Trưởng nhóm Hiro và Chủ tịch Avex là Matsuura Max cùng học chung trường trung học. Năm 2003, 6 thành viên ban đầu của Exile thành lập công ty quản lý và giải trí LDH, công ty đã ra mắt nhiều nhóm nhạc và nghệ sĩ solo thành công kể từ đó. Exile là nhóm đại diện của công ty.
Tổng cộng, họ đã bán được hơn 24 triệu đĩa chỉ riêng tại Nhật Bản.

## Lịch sử

### Trước khi ra mắt
Trưởng nhóm Hiro từng là thành viên nhóm nhạc Zoo trước khi nhóm tan rã vào năm 1995. Năm 1999, anh thành lập nhóm nhạc mới có Tên J Soul Brothers và đổi Tên thành "Exile" vào năm 2001. (Nhưng Tên J Soul Brothers sau đó đã được Hiro hồi sinh một lần nữa vào năm 2007 khi anh giúp thành lập nhóm 7 thành viên khác với biệt danh J Soul Brothers mới)

### Ra mắt và thế hệ thứ 2
Atsushi và Shun trở thành giọng ca chính của nhóm. Atsushi là fan của nhóm nhạc R&B Mỹ Boyz II Men. Vào tháng 11/2003, nhóm tái bản đĩa đơn thành công của nhóm Zoo "Choo Choo Train" và trở thành đĩa đơn quảng bá chính cho album thứ 3 "Exile Entertainment", album đã bán được hơn 1 triệu bản. Ban đầu, phong cách của họ chịu nhiều ảnh hưởng của thể loại R&B, nhưng sau đó lại chuyển sang pop nhiều hơn; nhóm biểu diễn bài hát tại NHK Kōhaku Uta Gassen cùng năm. Đĩa đơn "Real World" phát hành năm 2004 trở thành đĩa đơn đầu tiên đứng đầu trên bảng xếp hạng hàng tuần của Oricon. Tháng 7/2005, Exile phát hành đĩa đơn "Scream" kết hợp cùng nhóm nhạc rock Glay, đĩa đơn chiếm vị trí số 1 trên Oricon và bán được hơn 500 000 bản.
Nhóm phát hành "Tada...Aitakute" vào tháng 12/2005 và "Yes!" vào tháng 3/2006; cả 2 đều chiếm vị trí cao trên Oricon. Tuy nhiên, thành viên Shun quyết định rời nhóm vào tháng 3 để trở thành ca sĩ solo. Takahiro đã tham gia nhóm vào tháng 9/2006 sau buổi thử giọng của Exile. Sau khi nhóm mở cuộc thi tìm kiếm giọng ca mới, Takahiro gia nhập nhóm vào tháng 9. Ban đầu Takahiro muốn trở thành thợ làm tóc trong những ngày còn đi học, nhưng cuối cùng gia nhập nhóm với tư cách là ca sĩ.
Ngày 14/2/2007, nhóm phát hành đĩa đơn "Michi", là đĩa đơn đầu tiên đứng ở vị trí số 1 trên Oricon từ khi Takahiro tham gia nhóm. Album phòng thu Exile Love trở thành album bán chạy nhất năm 2008 tại Nhật Bản, với gần 1,5 triệu bản đã được bán. Album tổng hợp Exile Ballad Best đã bán được 1 triệu bản trong tuần phát hành đầu tiên và trở thành album bán được nhiều nhất trong tuần phát hành đầu tiên năm 2008 của Nhật Bản. Bài hát "Ti Amo" đã được RIAJ chứng nhận là bản nhạc chuông số của một bài hát có lượt tải về thứ 1 triệu. Họ giành giải Grand Prix tại Japan Record Awards lần thứ 50 cho "Ti Amo".

### Thế hệ thứ 3 và Hiro rời nhóm
Năm 2009, bài hát "The Next Door" trở thành bài hát chủ đề phiên bản tiếng Nhật trò chơi Street Fighter IV. Bài hát được phát hành trên iTunes Store vào ngày 22/2. Phiên bản tiếng Anh "The Next Door -Indestructible-" được dùng cho phiên bản quốc tế. Phiên bản tiếng Anh được phát hành dưới dạng ca khúc thứ 3 của đĩa đơn "The Hurricane (Fireworks)" vào ngày 22/7, với sự góp mặt của rapper người Mỹ Flo Rida.
Ngày 1/3, Exile và J Soul Brothers thông báo hợp nhất để trở thành nhóm nhạc 14 thành viên. Họ phát hành album đầu tiên Aisubeki Mirai e vào ngày 2/12. Từ ngày 9/5, Exile bắt đầu chuyến lưu diễn Live Tour 2009 'The Monster'. Họ có lần thứ 2 liên tiếp giành giải Grand Prix tại Japan Record Awards lần thứ 51 với bài hát "Someday"
Vào ngày 17/4/2010, chương trình talk show EXE bắt đầu phát sóng trên đài TBS, đồng thời  cũng được phát trên kênh CTV của Đài Loan. Vào ngày 19/5, Avex phát hành đoạn giới thiệu Đĩa đơn maxi của Tổ khúc "Taiyō no Kuni" (太陽 の 国), hay "Đất nước của Mặt trời," do Akimoto Yasushi viết lời, nhân kỷ niệm 20 năm Nhật hoàng Akihito lên ngôi. Từ tháng 7, Exile tổ chức chuyến lưu diễn sân vận động đầu tiên Exile Live Tour 2010 Fantasy.  Tại Japan Record Awards lần thứ 52, nhóm giành giải Grand Prix thứ 3 liên tiếp với "I Wish For You".
Từ năm 2011, Exile bắt đầu đi biểu diễn ở các nước Châu Á khác. Exile biểu diễn trong lễ trao giải Jade Solid Gold Best Ten Music Awards Presentation 2011 tại Hồng Kông vào ngày 15/1 với tư cách là khách mời đặc biệt. Vào ngày 25/9, Exile biểu diễn trong Three Kingdoms Performing Arts – China, Japan, and Korea Music Festival tại Bắc Kinh, đây là lần đầu tiên Exile tham gia vào một sự kiện biểu diễn trực tiếp bên ngoài Nhật Bản. Vào ngày 14/9, Exile phát hành "Rising Sun", đĩa đơn chứa Rising Sun, bài hát nổi tiếng và được yêu thích để ủng hộ tái thiết sau trận động đất và sóng thần ở Tōhoku 2011. Từ tháng 11, nhóm tổ chức chuyến lưu diễn thứ 2 Exile Live Tour 2011 Tower of Wish ～Tower of Wish～. Nhóm đứng thứ 3 trong bảng xếp hạng Tổng doanh thu cho nghệ sĩ của Orion vào 2011 với 5,603 tỷ Yên và thứ 2 vào 2012 với 12,177 tỷ Yên.
Vào ngày 1/1/2012, Exile phát hành album thứ 9 EXILE JAPAN / Solo. Album đạt vị trí thứ nhất trên Bảng xếp hạng Album của Oricon trong 3 tuần liên tục, lập kỷ lục mới cho nhóm. Vào/6, Exile giành giải Video hay nhất của năm tại MTV Video Music Awards Japan, đánh dấu chiến thắng thứ 4 của Exile trong lịch sử 11 năm của giải thưởng.
Vào ngày 3/4/2013, trưởng nhóm HIRO, người có 24 năm hoạt động thông báo sẽ rời khỏi nhóm vào cuối năm 2013. Anh nói rằng sẽ tiếp tục là trưởng nhóm và nhà sản xuất. Cùng ngày, EXILE phát hành đĩa đơn thứ 41 "EXILE PRIDE ~ Konna Sekai wo Aisuru Tame ~". Đĩa đơn này trở thành đĩa đơn đầu tiên bán được hơn 1 triệu bản vào/10 cùng năm, và mang về cho nhóm giải thưởng Japan Record Award lần thứ 4. Đây là chiến thắng đầu tiên của nhóm kể từ khi chuỗi chiến thắng liên tiếp của họ bị phá vỡ bởi nhóm nhạc thần tượng AKB48, và Exile trở thành nghệ sĩ đầu tiên 4 lần giành được giải thưởng. Vào tháng 4, Exile tổ chức chuyến lưu diễn thứ 3 Exile Live Tour 2013 'Exile Pride'.

### Kỷ nguyên mới: Thế hệ thứ 4
Vàonăm 2014, Chương 4 của EXILE bắt đầu. Exile công bố thành viên mới trong chặng cuối của buổi thử giọng thứ 3 "EXILE PERFORMER BATTLE AUDITION" . Trong số 2000 ứng viên, chỉ có 5 thành viên được chọn. Các thành viên đó là Takanori Iwata từ Sandaime J Soul Brothers, Alan Shirahama và Mandy Sekiguchi từ Generations, Sekai Yamamoto và Taiki Sato. Đĩa đơn đầu tiên của thế hệ 4 "NEW HORIZON", được phát hành vào ngày 23/7. Từ tháng 9, The Exile mới bắt đầu chuyến lưu diễn đầu tiên Exile Tribe Perfect Year Live Tour Tower of Wish 2014 〜The Revolution〜. Vào ngày 25/3/2015, nhóm phát hành album phòng thu thứ mười 19 -Road to AMAZING WORLD-. Từ tháng 9, họ bắt đầu chuyến lưu diễn toàn quốc Exile Live Tour 2015 'Amazing World'.
Vào ngày 22/6/2015, các thành viên Toshio Matsumoto, ÜSA và MAKIDAI thông báo sẽ rời nhóm trong năm. Đĩa đơn cuối cùng của họ với nhóm sẽ là "Ki ・ mi ・ ni ・ mu ・ chu", một bài hát được sử dụng cho quảng cáo "The Malts" của Suntory. Vào ngày 31/12, Matsumoto Toshio, ÜSA và MAKIDAI rời nhóm sau chương trình đặc biệt đầu năm mới CDTV Special! New Year Eve Premiere Live 2015 → 2016. Mặc dù rời nhóm, ÜSA sẽ vẫn biểu diễn cho nhóm nhỏ DANCE EARTH PARTY, MAKIDAI sẽ tiếp tục sự nghiệp âm nhạc của mình với tư cách là DJ MAKIDAI.
Vào ngày 14/4/2016, bộ phim tài liệu về chuyến lưu diễn cuối cùng của Matsumoto Toshio, ÜSA và MAKIDAI 'AMAZING WORLD' được phát hành. Ngày 17/8/2016, Exile phát hành đĩa đơn thứ 48 , "Joy-ride ~ Kanki no Drive ~", là bài hát chủ đề  cho Thế vận hội Rio của đài Fuji . Vào ngày 25/7/2018, Exile phát hành Album Star of Wish. Từ tháng 9, nhóm  bắt đầu chuyến lưu diễn thứ 5 Exile Live Tour 2018–2019 'Star of Wish'.

## Thành viên
Kể từ khi thành lập, EXILE đã có rất nhiều thế hệ thành viên đến và đi. Tính đến năm 2021, AKIRA là thành viên hoạt động lâu nhất nhóm. Mặc dù Hiro không còn hoạt động, anh vẫn là trưởng nhóm và đôi lúc xuất hiện trong các sự kiện và video âm nhạc của EXILE. Hiện có 14 thành viên đang hoạt động trong nhóm.

### Người biểu diễn
| Nghệ danh                 | Tên khai sinh       | Kanji           | Ngày sinh         | Chú thích                           |
| ------------------------- | ------------------- | --------------- | ----------------- | ----------------------------------- |
| Exile Hiro                | Igarashi Hiroyuki   | 五十嵐 広行     | 1 tháng 6, 1969   | Trưởng nhóm                         |
| Toshio Matsumoto (MATSU)  | Matsumoto Toshio    | 松本 利夫       | 27 tháng 5, 1975  | Người biểu diễn                     |
| Exile Makidai             | Maki Daisuke        | 眞木 大輔       | 27 tháng 10, 1975 | Người biểu diễn                     |
| Exile Üsa                 | Usami Yoshihiro     | 宇佐美 吉啓     | 2 tháng 2, 1977   | Người biểu diễn                     |
| Exile Akira               | Kurosawa Ryōhei     | 黒澤 良平       | 23 tháng 8, 1981  | Thành viên Exile The Second         |
| Kenchi Tachibana (KENCHI) | Teratsuji Kenichiro | 寺辻健一郎      | 28 tháng 9, 1979  | Thành viên Exile The Second         |
| Keiji Kuroki (KEIJI)      | Kuroki Keiji        | 黒木 啓司       | 21 tháng 1, 1980  | Thành viên Exile The Second         |
| Exile Tetsuya             | Tsuchida Tetsuya    | 土田哲也        | 18 tháng 2, 1981  | Thành viên Exile The Second         |
| Exile Naoto               | Kataoka Naoto       | 片岡 直人       | 30 tháng 8, 1983  | Thành viên Sandaime J Soul Brothers |
| Naoki Kobayashi (NAOKI)   | Kobayashi Naoki     | 小林 直己       | 10 tháng 11, 1984 | Thành viên Sandaime J Soul Brothers |
| Takanori Iwata            | Iwata Takanori      | 岩田 剛典       | 6 tháng 3, 1989   | Thành viên Sandaime J Soul Brothers |
| Alan Shirahama            | Shirahama Alan      | 白濱亜嵐        | 4 tháng 8, 1993   | Thành viên Generations              |
| Mandy Sekiguchi           | Sekiguchi Mandy     | 関口 メンディー | 25 tháng 1, 1991  | Thành viên Generations              |
| Sekai                     | Yamamoto Sekai      | 山本 世界       | 21 tháng 2, 1991  | Thành viên Fantastics               |
| Taiki Sato                | Sato Taiki          | 佐藤 大樹       | 25 tháng 1, 1995  | Thành viên Fantastics               |

### Ca sĩ
| Nghệ danh      | Tên khai sinh   | Kanji     | Ngày sinh        | Chú thích                            |
| -------------- | --------------- | --------- | ---------------- | ------------------------------------ |
| Exile Atsushi  | Satō Atsushi    | 佐藤 篤志 | 30 tháng 4, 1980 | Tập trung vào hoạt động solo từ 2020 |
| Exile Takahiro | Tasaki Takahiro | 田﨑敬浩  | 8 tháng 12, 1984 |                                      |

### Ca sĩ và nghệ sĩ biểu diễn
| Nghệ danh      | Tên khai sinh       | Kanji                  | Ngày sinh        | Chú thích                   |
| -------------- | ------------------- | ---------------------- | ---------------- | --------------------------- |
| Exile Nesmith  | Karim Ryuta Nesmith | ネスミス・竜太・カリム | 1 tháng 8, 1983  | Thành viên Exile The Second |
| Exile Shokichi | Yagi Shokichi       | 八木 将吉              | 3 tháng 10, 1985 | Thành viên Exile The Second |

### Cựu thành viên
| Nghệ danh | Tên khai sinh     | Kanji       | Ngày sinh        | Chú thích |
| --------- | ----------------- | ----------- | ---------------- | --------- |
| Shun      | Kiyokiba Shunsuke | 清木場 俊介 | 11 tháng 1, 1980 | Ca sĩ     |

## Danh sách đĩa nhạc

### Album

#### Album phòng thu
| Năm  | Ngày phát hành | Tên                       | Vị trí cao nhất | Chứng nhận RIAJ | Số bản    |
| ---- | -------------- | ------------------------- | --------------- | --------------- | --------- |
| 2001 | 6/3            | Our Style                 | 5               | Platinum        | 291,000   |
| 2003 | 13/2           | Styles of Beyond          | 1               | Platinum        | 430,000   |
| 2003 | 3/12           | Exile Entertainment       | 1               | Million         | 1,176,090 |
| 2006 | 29/3           | Asia                      | 1               | 2x Platinum     | 520,319   |
| 2012 | 7/3            | Exile Evolution           | 1               | 3x Platinum     | 762,335   |
| 2012 | 12/12          | Exile Love                | 1               | Million         | 1,480,088 |
| 2009 | 2/12           | Aisubeki Mirai e          | 1               | Million         | 1,299,235 |
| 2011 | 9/3            | Negai no Tō               | 1               | Million         | 760,341   |
| 2012 | 1/1            | Exile Japan/Solo          | 1               | 3x Platinum     | 767,274   |
| 2015 | 25/3           | 19: Road to Amazing World | 1               | Platinum        | 283,862   |
| 2018 | 25/7           | Star of Wish              | 1               |                 |           |
| 2022 | 1/1            | PHOENIX                   |                 |                 |           |

#### Album hay nhất
| Năm  | Ngày phát hành | Tên                                  | Vị trí cao nhất | Chứng nhận RIAJ | Số bản    |
| ---- | -------------- | ------------------------------------ | --------------- | --------------- | --------- |
| 2001 | 1/1            | Perfect Best                         | 1               | Million         | 1,624,541 |
| 2008 | 26/3           | Exile Catchy Best                    | 1               | Million         | 1,287,955 |
| 2008 | 23/7           | Exile Entertainment Best             | 1               | 3x Platinum     | 638,959   |
| 2008 | 3/12           | Exile Ballad Best                    | 1               | 2x Million      | 1,852,823 |
| 2012 | 5/12           | Exile Best Hits: Love Side/Soul Side | 1               | 3x Platinum     | 700,030   |
| 2016 | 27/9           | Extreme Best                         | 2               | -               | -         |

#### Album khác
| Năm  | Ngày phát hành | Tên                                          | Vị trí cao nhất | Số bản  |
| ---- | -------------- | -------------------------------------------- | --------------- | ------- |
| 2003 | 10/9           | The Other Side of Ex Vol. 1                  | 5               |         |
| 2004 | 31/3           | Appreciation to the Million Breakthrough     | 55              |         |
| 2004 | 29/9           | Heart of Gold: Street Future Opera Beat Pops | 1               | 476,626 |
| 2009 | 25/3           | Exile Perfect Year 2008 Ultimate Best Box    | 27              |         |

### Đĩa đơn
| Năm  | Tên                                                                        | Ngày phát hành | Vị trí cao nhất | Doanh số  |
| ---- | -------------------------------------------------------------------------- | -------------- | --------------- | --------- |
| 2001 | Your Eyes Only: Aimai na Boku no Katachi (Your Eyes Only 曖昧なぼくの輪郭) | 27/9           | 4               | 249,880   |
| 2001 | Style                                                                      | 12/12          | 11              | 112,760   |
| 2002 | Fly Away                                                                   | 20/2           | 18              | 31,880    |
| 2002 | Song for You                                                               | 17/4           | 6               | 91,750    |
| 2002 | Cross: Never Say Die                                                       | 7/8            | 13              | 38,410    |
| 2002 | Ex-style: Kiss You                                                         | 13/11          | 6               | 92,769    |
| 2003 | We Will: Ano Basho de (We Will あの場所で)                                 | 5/2            | 16              | 32,703    |
| 2003 | Breezin': Together                                                         | 28/5           | 2               | 366,804   |
| 2003 | Let Me Luv U Down feat. Zebra & Maccho                                     | 9/7            | 3               | 64,854    |
| 2003 | Choo Choo Train                                                            | 6/11           | 2               | 286,812   |
| 2003 | Eternal...                                                                 | 12/11          | 7               | 46,762    |
| 2003 | Kizuna                                                                     | 19/11          | 5               | 40,468    |
| 2004 | O'ver                                                                      | 27/11          | 7               | 33,822    |
| 2004 | Carry On                                                                   | 12/5           | 2               | 233,120   |
| 2004 | Real World                                                                 | 30/6           | 1               | 125,809   |
| 2004 | Heart of Gold                                                              | 18/8           | 4               | 93,873    |
| 2004 | Hero                                                                       | 1/12           | 2               | 181,997   |
| 2005 | Exit                                                                       | 24/8           | 2               | 195,004   |
| 2005 | Tada...Aitakute (ただ...逢いたくて)                                        | 14/12          | 1               | 562,196   |
| 2006 | Yes!                                                                       | 1/3            | 1               | 92,622    |
| 2006 | Everything                                                                 | 6/12           | 2               | 153,065   |
| 2007 | Lovers Again                                                               | 17/1           | 2               | 257,393   |
| 2007 | Michi                                                                      | 14/2           | 1               | 112,106   |
| 2007 | Summer Time Love                                                           | 16/5           | 3               | 132,824   |
| 2007 | Toki no Kakera / 24 karats: type EX (時の描片 ～トキノカケラ～)            | 29/8           | 2               | 141,161   |
| 2007 | I Believe                                                                  | 21/11          | 3               | 142,228   |
| 2008 | Pure / You're my sunshine                                                  | 27/2           | 2               | 160,605   |
| 2008 | The Birthday: Ti Amo                                                       | 24/9           | 1               | 301,856   |
| 2008 | Last Christmas                                                             | 26/11          | 1               | 200,255   |
| 2009 | The Monster: Someday                                                       | 15/4           | 1               | 271,711   |
| 2009 | The Hurricane ~Fireworks~                                                  | 22/7           | 1               | 279,264   |
| 2009 | The Generation: Futatsu no Kuchibiru (The Generation ~ふたつの唇~)         | 11/11          | 2               | 288,752   |
| 2010 | Fantasy                                                                    | 9/6            | 1               | 473,051   |
| 2010 | Motto Tsuyoku (もっと強く)                                                 | 15/9           | 1               | 230,564   |
| 2010 | I Wish For You                                                             | 6/10           | 2               | 276,228   |
| 2011 | Each Other's Way (Tabi no Tochū) (Each Other's Way ~旅の途中~)             | 9/2            | 1               | 118,852   |
| 2011 | "Rising Sun" / "Itsuka Kitto..."                                           | 14/9           | 1               | 317,630   |
| 2011 | "Anata e" / "Ooo Baby"                                                     | 23/11          | 2               | 151,551   |
| 2012 | "All Night Long"                                                           | 20/6           | 1               | 242,290   |
| 2012 | "Bow & Arrows"                                                             | 25/7           | 2               | 117,334   |
| 2013 | "Exile Pride (Konna Sekai o Ai Suru Tame)" (こんな世界を愛するため)        | 3/4            | 1               | 1,016,992 |
| 2013 | "Flower Song"                                                              | 19/6           | 2               | 126,405   |
| 2013 | "No Limit"                                                                 | 25/9           | 2               | 95,204    |
| 2014 | "New Horizon"                                                              | 23/7           | 1               | 147,572   |
| 2014 | "Craving in My Soul"                                                       | 23/7           | 1               | 147,572   |
| 2015 | "Jonetsu no Hana" (情熱の花)                                               | 4/3            | 2               | 73,956    |
| 2015 | "24karats Gold Soul"                                                       | 19/8           | 3               | 103,021   |
| 2015 | "Ki mi ni mu chu"                                                          | 9/12           | 2               | 123,642   |
| 2016 | "Joy-ride (Kanki no Drive)" (歓喜のドライブ Drive of Happiness)            | 17/8           | 2               |           |
| 2018 | "Party All Night (Star of Wish)"                                           | 2/2            |                 |           |
| 2018 | "Melody"                                                                   | 2/3            |                 |           |
| 2018 | "My Star"                                                                  | 6/4            |                 |           |
| 2018 | "Turn Back Time" featuring FANTASTICS                                      | 4/5            |                 |           |
| 2018 | "Awakening"                                                                | 1/6            |                 |           |
| 2018 | "Step Up"                                                                  | 6/7            |                 |           |
| 2019 | "Love of History"                                                          | 3/1            |                 |           |
| 2020 | "Ai no Tame ni (For love, for a child)"                                    | 1/1            | 2               |           |
| 2020 | "Sunshine"                                                                 | 16/12          | 3               |           |
| 2021 | "Paradox"                                                                  | 27/4           | 7               |           |
| 2021 | "One Nation"                                                               | 27/5           |                 |           |
| 2021 | "HAVANA LOVE"                                                              | 1/7            |                 |           |

#### Hợp tác
| Tên                      | Hợp tác với | Ngày phát hành | Vị trí cao nhất | Oricon Sales |
| ------------------------ | ----------- | -------------- | --------------- | ------------ |
| "Scream"                 | Glay        | 20/7/2005      | 1               | 537,783      |
| "Won't Be Long"          | Kumi Koda   | 22/11/2006     | 2               | 223,637      |
| "24karats Tribe of Gold" | Exile Tribe | 5/9/2012       | 2               | 203,584      |

#### Khác
| Ngày phát hành | Tên                                                                                                |
| -------------- | -------------------------------------------------------------------------------------------------- |
| 7/3/2007       | "Song Soldier: Ashita no Senshi" (ソングソルジャー～明日の戦士～ Song Soldier: Tomorrow's Soldier) |

## Giải thưởng và đề cử
| Năm  | Giải thưởng                     | Hạng mục                          | Đề cử                                             | Kết quả   |
| ---- | ------------------------------- | --------------------------------- | ------------------------------------------------- | --------- |
| 2001 | Japan Cable Awards              | Cable Music Award                 | Your eyes only ~Aimai na Boku no Rinkaku~         | Đoạt giải |
| 2003 | Japan Record Awards             | Grand Prix                        | Together                                          | Đề cử     |
| 2003 | Japan Record Awards             | Best Singer                       | Together                                          | Đề cử     |
| 2003 | Japan Record Awards             | Gold Award                        | Together                                          | Đoạt giải |
| 2003 | MTV Video Music Awards Japan    | Best Live Performance             | Exile                                             | Đề cử     |
| 2003 | TOKIO HOT 100 AWARD             | Best Group                        | Exile                                             | Đoạt giải |
| 2004 | Japan Record Awards             | Grand Prix                        | Carry On                                          | Đề cử     |
| 2004 | Japan Record Awards             | Best Singer                       | Carry On                                          | Đề cử     |
| 2004 | Japan Record Awards             | Gold Award                        | Carry On                                          | Đoạt giải |
| 2004 | MTV Video Music Awards Japan    | Best Album of the Year            | Exile Entertainment                               | Đề cử     |
| 2004 | Japan Cable Awards              | Grand Prize                       | Choo Choo Train                                   | Đề cử     |
| 2004 | Japan Cable Awards              | Best Cable Music                  | Choo Choo Train                                   | Đoạt giải |
| 2004 | Japan Cable Awards              | Most Requested Artist             | Exile                                             | Đề cử     |
| 2005 | MTV Video Music Awards Japan    | Best Group Video                  | "Carry On"                                        | Đề cử     |
| 2005 | MTV Video Music Awards Japan    | Best Pop Video                    | "Carry On"                                        | Đề cử     |
| 2005 | MTV Video Music Awards Japan    | Best BuzzAsia Japan               | "Real World"                                      | Đề cử     |
| 2005 | Japan Gold Disc Awards          | Rock & Pop Album of the Year      | Heart of Gold: Street Future Opera Beat Pops      | Đoạt giải |
| 2006 | Japan Gold Disc Awards          | Song of The Year                  | "Tada···Aitakute"                                 | Đoạt giải |
| 2006 | Japan Gold Disc Awards          | Song of The Year                  | "Scream" (Glay X Exile)                           | Đoạt giải |
| 2006 | Japan Gold Disc Awards          | Rock & Pop Album of the Year      | Single Best                                       | Đoạt giải |
| 2006 | Japan Gold Disc Awards          | Rock & Pop Album of the Year      | Perfect Best                                      | Đoạt giải |
| 2006 | Japan Record Awards             | Special Award                     | "Won't be Long"                                   | Đoạt giải |
| 2006 | MTV Video Music Awards Japan    | Best Collaboration (Glay x Exile) | "Scream"                                          | Đề cử     |
| 2007 | MTV Video Music Awards Japan    | Best Group Video                  | "Lovers Again"                                    | Đoạt giải |
| 2007 | Japan Record Awards             | Grand Prix                        | "Toki no kakera"                                  | Đề cử     |
| 2007 | Japan Record Awards             | Best Singer                       | "Toki no kakera"                                  | Đoạt giải |
| 2007 | Japan Record Awards             | Gold Award                        | "Toki no kakera"                                  | Đoạt giải |
| 2007 | Japan Gold Disc Awards          | Best 10 Albums                    | Asia                                              | Đoạt giải |
| 2008 | JASRAC Awards                   | Bronze Award                      | "Lovers Again"                                    | Đoạt giải |
| 2008 | Japan Gold Disc Awards          | Artist of the Year                | Exile                                             | Đoạt giải |
| 2008 | Japan Gold Disc Awards          | Best 5 Chaku-Uta Songs            | "Lovers Again"                                    | Đoạt giải |
| 2008 | Japan Gold Disc Awards          | Best 5 Chaku-Uta Full Songs       | "Lovers Again"                                    | Đoạt giải |
| 2008 | Japan Gold Disc Awards          | Best 5 PC Download Songs          | "Lovers Again"                                    | Đoạt giải |
| 2008 | Japan Gold Disc Awards          | Album of the Year                 | Exile Love                                        | Đoạt giải |
| 2008 | Japan Gold Disc Awards          | Best 10 Albums                    | Exile Love                                        | Đoạt giải |
| 2008 | Japan Gold Disc Awards          | Best 10 Albums                    | Exile Evolution                                   | Đoạt giải |
| 2008 | Japan Gold Disc Awards          | Best Music Videos                 | Exile Live Tour 2007 Exile Evolution              | Đoạt giải |
| 2008 | Japan Record Awards             | Grand Prix                        | "Ti Amo"                                          | Đoạt giải |
| 2008 | Japan Record Awards             | Excellent Work Award              | "Ti Amo"                                          | Đoạt giải |
| 2008 | MTV Video Music Awards Japan    | Best Video of the Year            | "I Believe"                                       | Đoạt giải |
| 2008 | MTV Video Music Awards Japan    | Best Album of the Year            | Exile Love                                        | Đoạt giải |
| 2008 | MTV Video Music Awards Japan    | Best Karaoke Song                 | "Toki no Kakera"                                  | Đoạt giải |
| 2008 | Japan Cable Awards              | Grand Prize                       | "Ti Amo"                                          | Đoạt giải |
| 2008 | Japan Cable Awards              | Best Cable Music                  | "Ti Amo"                                          | Đoạt giải |
| 2008 | Japan Cable Awards              | Most Requested Artist             | Exile                                             | Đoạt giải |
| 2009 | Billboard Japan Music Awards    | Artist of the Year                | Exile                                             | Đoạt giải |
| 2009 | Billboard Japan Music Awards    | Top Pop Artists                   | Exile                                             | Đoạt giải |
| 2009 | Billboard Japan Music Awards    | Album of the Year                 | Exile Ballad Best                                 | Đoạt giải |
| 2009 | Japan Gold Disc Awards          | Artist of the Year                | Exile                                             | Đoạt giải |
| 2009 | Japan Gold Disc Awards          | Best 5 Chaku-Uta Songs            | "Ti Amo"                                          | Đoạt giải |
| 2009 | Japan Gold Disc Awards          | Best 5 Chaku-Uta Full Songs       | "Ti Amo"                                          | Đoạt giải |
| 2009 | Japan Gold Disc Awards          | Album of the Year                 | Exile Catchy Best                                 | Đoạt giải |
| 2009 | Japan Gold Disc Awards          | Best 10 Albums                    | Exile Catchy Best                                 | Đoạt giải |
| 2009 | Japan Gold Disc Awards          | Best 10 Albums                    | Exile Entertainment Best                          | Đoạt giải |
| 2009 | Japan Gold Disc Awards          | Best 10 Albums                    | Exile Ballad Best                                 | Đoạt giải |
| 2009 | Japan Record Awards             | Grand Prix                        | Someday                                           | Đoạt giải |
| 2009 | Japan Record Awards             | Excellent Work Award              | Someday                                           | Đoạt giải |
| 2009 | MTV Video Music Awards Japan    | Best Video of the Year            | "Ti Amo (Chapter 2)"                              | Đoạt giải |
| 2009 | MTV Video Music Awards Japan    | Best Group Video                  | "Ti Amo (Chapter 2)"                              | Đoạt giải |
| 2009 | MTV Video Music Awards Japan    | MTV Best Choreography Award       | Exile                                             | Đề cử     |
| 2009 | Space Shower Music Video Awards | Best Story Video                  | "Ti Amo"                                          | Đoạt giải |
| 2010 | Billboard Japan Music Awards    | Artist of the Year                | Exile                                             | Đoạt giải |
| 2010 | Billboard Japan Music Awards    | Top Pop Artists                   | Exile                                             | Đoạt giải |
| 2010 | Billboard Japan Music Awards    | Album of the Year                 | Exile Ballad Best                                 | Đoạt giải |
| 2010 | MTV Video Music Awards Japan    | Best Video of the Year            | "Futatsu no Kuchibiru"                            | Đoạt giải |
| 2010 | MTV Video Music Awards Japan    | Album of the Year                 | Aisubeki Mirai e                                  | Đoạt giải |
| 2010 | MTV Video Music Awards Japan    | MTV Asia Icon Award               | Exile                                             | Đoạt giải |
| 2010 | Japan Gold Disc Awards          | Best 5 Songs                      | "Futatsu no Kuchibiru"                            | Đoạt giải |
| 2010 | Japan Gold Disc Awards          | Best 5 Albums                     | Aisubeki Mirai e                                  | Đoạt giải |
| 2010 | Japan Gold Disc Awards          | Best Music Videos                 | Exile Live Tour "Exile Perfect Live 2008"         | Đoạt giải |
| 2010 | Japan Record Awards             | Grand Prix                        | "I Wish For You"                                  | Đoạt giải |
| 2010 | Japan Record Awards             | Excellent Work Award              | "I Wish For You"                                  | Đoạt giải |
| 2010 | Best Hits Kayosai               | Top Artists                       | Exile                                             | Đoạt giải |
| 2010 | Space Shower Music Video Awards | Best Shooting Video               | "Futatsu no Kuchibiru"                            | Đoạt giải |
| 2011 | Japan Gold Disc Awards          | Best 5 Songs                      | "Motto Tsuyoku"                                   | Đoạt giải |
| 2011 | Japan Gold Disc Awards          | Best 5 Albums                     | Fantasy                                           | Đoạt giải |
| 2012 | Billboard Japan Music Awards    | Top Pop Artists                   | Exile                                             | Đoạt giải |
| 2012 | Japan Gold Disc Awards          | Best 5 Albums                     | Negai no Tō                                       | Đoạt giải |
| 2012 | MTV Video Music Awards Japan    | Best Video of the Year            | "Rising Sun"                                      | Đoạt giải |
| 2013 | Billboard Japan Music Awards    | Top Pop Artists                   | Exile                                             | Đoạt giải |
| 2013 | Japan Gold Disc Awards          | Best 5 Albums                     | Exile Japan/Solo                                  | Đoạt giải |
| 2013 | Japan Gold Disc Awards          | Best Music Videos                 | Exile Tribe Live Tour 2012 "Tower Of Wish"        | Đoạt giải |
| 2013 | Japan Gold Disc Awards          | Best Music Videos                 | Exile Live Tour 2011 "Tower Of Wish: Negai no Tō" | Đoạt giải |
| 2013 | Japan Record Awards             | Grand Prix                        | "Exile Pride: Konna Sekai o Aisuru Tame"          | Đoạt giải |
| 2013 | Japan Record Awards             | Excellent Work Award              | "Exile Pride: Konna Sekai o Aisuru Tame"          | Đoạt giải |
| 2014 | Japan Gold Disc Awards          | Best 5 Albums                     | Exile Best Hits: Love Side/Soul Side              | Đoạt giải |
| 2014 | MTV Video Music Awards Japan    | Best Video of the Year            | "Exile Pride: Konna Sekai o Aisuru Tame"          | Đoạt giải |
| 2016 | RecoChoku Keitai Ranking        | Keitai Artist Ranking             | Exile                                             | Đoạt giải |

## Danh sách chuyến lưu diễn & buổi hoà nhạc

### Chuyến lưu diễn
| Năm       | Thời gian           | Tên                                               | Địa điểm | Chú thích |
| --------- | ------------------- | ------------------------------------------------- | -------- | --------- |
| 2003      | 28/4-1/7            | EXILE LIVE TOUR 2003 Styles Of Beyond             | Nhật Bản |           |
| 2004      | 15/4-14/7           | EXILE LIVE TOUR 2004 "EXILE ENTERTAINMENT"        | Nhật Bản |           |
| 2005      | 24/9-18/12          | EXILE LIVE TOUR 2005 ~PERFECT LIVE "ASIA"~        | Nhật Bản |           |
| 2007      | 11/5-5/8            | EXILE LIVE TOUR 2007 EXILE EVOLUTION              | Nhật Bản |           |
| 2008      | 2-28/10             | EXILE SHOWCASE LIVE 2008                          | Nhật Bản |           |
| 2008      | 29/11-31/12         | EXILE LIVE TOUR "EXILE PERFECT LIVE 2008"         | Nhật Bản |           |
| 2009      | 9/5-16/8            | EXILE LIVE TOUR 2009 "THE MONSTER"                | Nhật Bản |           |
| 2010      | 17/7-26/9           | EXILE LIVE TOUR 2010 FANTASY                      | Nhật Bản |           |
| 2011      | 26/11-25/12         | EXILE LIVE TOUR 2011 TOWER OF WISH ~Negai no Tou~ | Nhật Bản |           |
| 2013      | 16/4-27/9           | EXILE LIVE TOUR 2013 "EXILE PRIDE"                | Nhật Bản |           |
| 2015      | 11/9-27/12          | EXILE LIVE TOUR 2015 "AMAZING WORLD"              | Nhật Bản |           |
| 2018-2019 | 15/9/2018-11/2/2019 | EXILE LIVE TOUR 2018-2019 "STAR OF WISH"          | Nhật Bản |           |
| 2020      | 19/1-25/2           | EXILE PERFECT LIVE 2001▶︎2020                      | Nhật Bản |           |

### Buổi hoà nhạc
| Năm  | Thời gian        | Tên                                                                    | Địa điểm | Chú thích                |
| ---- | ---------------- | ---------------------------------------------------------------------- | -------- | ------------------------ |
| 2006 | tháng 6- tháng 9 | EXILE VOCAL BATTLE AUDITION 2006 ~ASIAN DREAM~                         | Nhật Bản |                          |
| 2012 | 14/4-1/7         | EXILE TRIBE LIVE TOUR 2012 ~TOWER OF WISH~                             | Nhật Bản |                          |
| 2014 | 27/4             | EXILE PERFORMER BATTLE AUDITION FINAL in NIPPON BUDOKAN                | Nhật Bản |                          |
| 2014 | 3/9-28/12        | EXILE TRIBE PERFECT YEAR LIVE TOUR TOWER OF WISH 2014 ~THE REVOLUTION~ | Nhật Bản |                          |
| 2016 | 26/11-25/12      | HiGH&LOW THE LIVE                                                      | Nhật Bản |                          |
| 2019 | 31/12            | LDH PERFECT YEAR 2020 COUNTDOWN LIVE 2019▶︎2020 "RISING"                | Nhật Bản |                          |
| 2020 | 29/12            | LIVE×ONLINE BEYOND THE BORDER "EXILE"                                  | Nhật Bản | Buổi hòa nhạc trực tuyến |
| 2020 | 31/12            | LIVE×ONLINE COUNTDOWN 2020▶︎2021 "RISING SUN TO THE WORLD"              | Nhật Bản |                          |
| 2021 | 10/3-28/6        | EXILE PERFECT LIVE 2001▶︎2020                                           | Nhật Bản |                          |

### Chuyến lưu diễn họp mặt người hâm mộ
| Năm  | Thời gian   | Tên                                                                                                 | Địa điểm | Chú thích |
| ---- | ----------- | --------------------------------------------------------------------------------------------------- | -------- | --------- |
| 2006 | 31/12       | EXILE COUNTDOWN LIVE 2005-2006 CLOSED CIRCUIT                                                       | Nhật Bản |           |
| 2007 | tháng 8     | "EX FAMILY" in HAWAII ~Live Tour Uchiage 2007~ ("EX FAMILY" in HAWAII 〜ライブツアー打ち上げ2007〜) | Nhật Bản |           |
| 2010 | 17/7-26/9   | EXILE LIVE TOUR 2010 FANTASY Goya-sai ~EXILE Tamashii~ (FANTASY後夜祭 〜EXILE魂〜)                  | Nhật Bản |           |
| 2012 | 26/11-25/12 | FAN CLUB TOUR 2012 "EX FAMILY" in HAWAII                                                            | Hoa Kỳ   |           |
| 2019 | 9/2         | LDH PERFECT YEAR 2020 COUNTDOWN LIVE 2019▶︎2020 "RISING"                                             | Nhật Bản |           |

## Danh sách phim & chương trình truyền hình

### Chương trình truyền hình
| Thời gian | Tên               |
| --------- | ----------------- |
| 2009-2010 | EXILE GENERATION  |
| 2009-2010 | EXH ~EXILE HOUSE~ |
| 2010-2021 | Shuukan EXILE     |
| 2010-2011 | Hiruxile          |
| 2010      | EXE               |
| 2010-2012 | EXILE Tamashii    |
| 2012-2013 | EX-LOUNGE         |
| 2021      | EXILE to Odorou   |

## Sách ảnh
- [2003] EXILE BOND OF SIX
- [2007] EXILE ROAD TO CHAPTER 2 -Dai Ni Shou e no Michi–
- [2011] EXILE Yume no Mukou no Kokorozashi